# 平成維震軍
平成維震軍（へいせいいしんぐん）は、かつて新日本プロレスで活動していたユニット。旧称は反選手会同盟（はん せんしゅかい どうめい）。

## 略歴

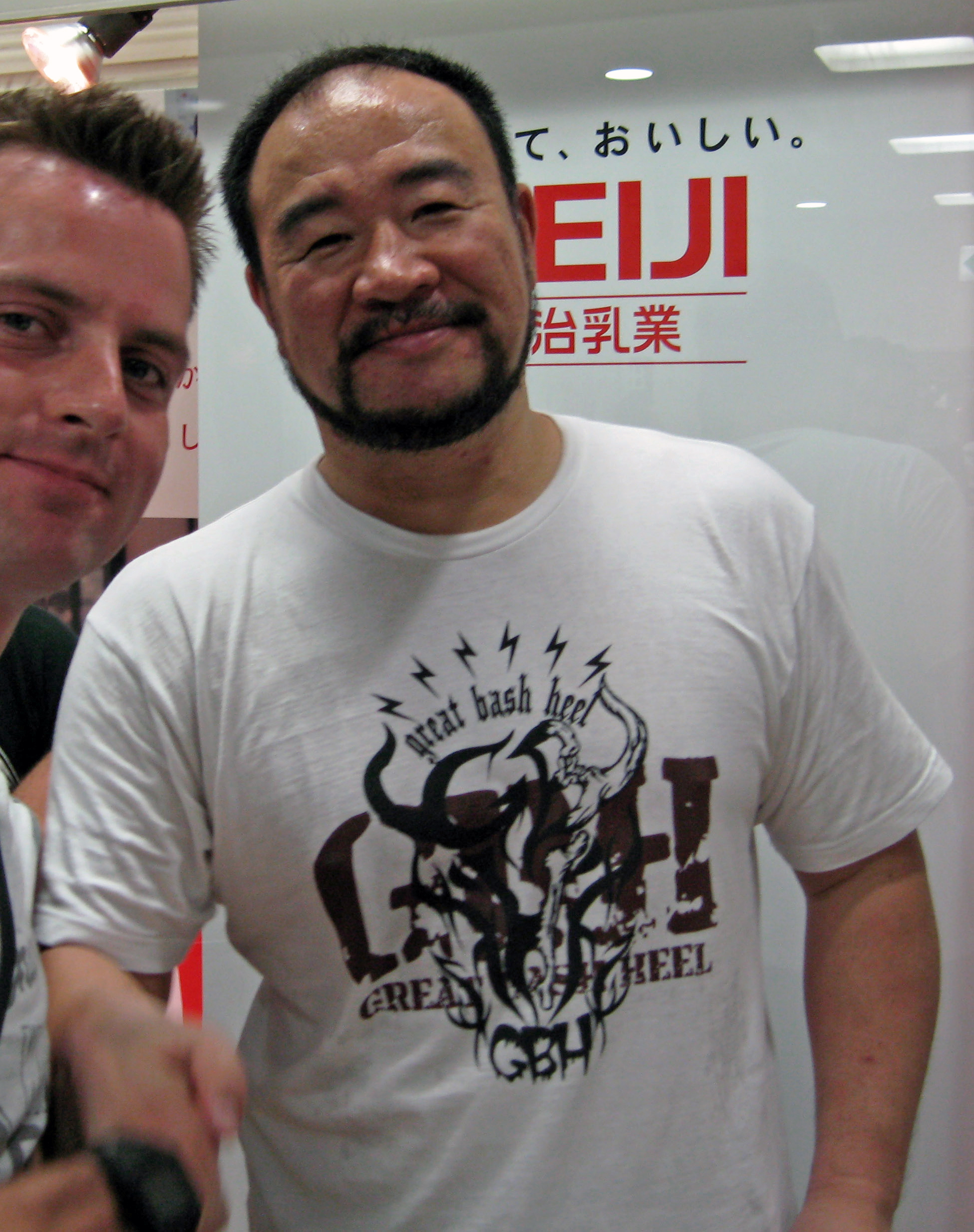
越中詩郎

### 発端、新日本プロレスVS誠心会館の抗争
1991年（平成3年）12月、国際空手拳法連盟「誠心会館」の館長を務める空手家・青柳政司は新日本プロレスに参戦しており、異種格闘技戦などを通じてその名が知られていた。12月8日の後楽園ホール大会において会場入りした青柳は荷物運びの為に門下生の1人を選手控室に入れていたが、この門下生がドアを開けたまま退出した事について小林邦昭が注意し、問答の末に門下生を殴って負傷させる事態が発生する。この事を知った誠心会館の他の門下生達が激怒し、12月11日の名古屋レインボーホール大会で直接抗議に訪れ、12月16日の大阪府立体育会館大会では駐車場において小林を襲撃した。
こうした状況の中、誠心会館と共闘関係を組んでいた齋藤彰俊（前述の襲撃騒動に参加していなかったが、本人曰く知らないうちに黒幕として扱われてしまっていた）に対し、当時の新日本フロントを務めていた永島勝司から、「東京ドームで挑戦状を読めるなら参戦を考える」とオファーが出され、1992年（平成4年）1月4日の東京ドーム大会において、齋藤と誠心会館の門下生がリングに上がり、挑戦状を読み上げて完全決着の抗争が始まる。1月30日、小林と齋藤による異種格闘技戦が行われ、齋藤が勝利。続く2月8日は新日本若手の一角であった小原道由にも勝ち、当時の週刊プロレスが表紙に抜擢する程のインパクトを残した。躍進する齋藤の勢いに押された新日本だったが、小林に加えて越中詩郎も出陣し、徐々に戦況を覆す事に成功。これまで一歩引いた立場から見守っていた青柳も抗争に加わり、4月30日には小林の進退届と誠心会館の看板がお互いに賭けられて小林と齋藤が再戦し、小林がリベンジを果たした事で誠心会館の看板は新日本プロレス預かりとなった（後に看板は返還されている）。翌日には越中と青柳も対戦し、越中が返り討ちに成功している。なお、これらの試合はいずれも興行での全試合終了後に追加される「番外マッチ」として行われた。

### 反選手会同盟を結成
新日本プロレスと誠心会館の抗争は観客から好評を博し、6月9日の誠心会館自主興行においても小林への出場オファーが出されていた。新日本本社としては抗争は既に決着がついたと判断していたが、小林はセコンドの越中と共に自主興行へ参加。当時、選手会長と選手副会長を務めていた越中と小林はこの独断行動に対するペナルティとしてそれぞれ解任になると同時に無期限出場停止処分を下されたが、両者は選手会を脱退。選手会と越中派との仲介役を務めた木村健悟、誠心会館の青柳、齋藤も合流し、反選手会同盟を結成し、本隊と抗争を開始する。同年7月、小林が体調不良で長期離脱(後に大腸癌であったと告白)。これを受けて青柳が「名前の通った選手をもう1人欲しい。」と新日本サイドに要望を出していたところ、ちょうどWARから移籍する事になっていたザ・グレート・カブキに白羽の矢が立てられ、カブキが加入した。なお、後任の選手会長は蝶野正洋であり、越中と蝶野が犬猿の仲にあるのはこれらの事件が引きがねである。
ユニット結成直後は選手会並びに本隊との抗争が打ち出されたが、旗揚げ間もなく新日本プロレスとの対抗戦に乗り出そうとしていた天龍源一郎率いるWARに対し、本隊を差し置いて対峙。越中と木村がタッグマッチで乗り込んだ10月23日WAR後楽園ホール大会はテレビ朝日のワールドプロレスリングが出張中継を敢行し、12月14日には既に長州力との東京ドームでの一騎打ちが決定していた天龍を相手に越中がシングルマッチで対決。敗れはしたものの、試合後にマサ斎藤が「こんなにいい試合をして、ドームはどうするんだ」と声をかける程の善戦を収めた。その後もWARでは外敵として、新日本では反体制派として、双方でユニットの存在意義を発揮するようになる。

### 平成維震軍へ改称、最盛期
1993年（平成5年）には小原道由が本隊、後藤達俊がレイジング・スタッフとそれぞれ決裂する形で加入。後藤の加入と共にユニットを平成維震軍と改名する。名付け親になったのは、当時、雑誌『週刊ゴング』にて越中の取材を担当していた記者の金沢克彦である。“維新軍”ではなく、あえて“維震軍”と名付けたのは、「日本のプロレス界を震撼させる」という意味が込められたためである。小林が大前研一が当時発足した「平成維新の会」のネーミングに惹かれてメンバーに提案し、仮案として「平成維新軍」と言う名前が浮かび上がり、越中からユニット名の相談を受けていた金沢が前述の理由によって「平成維震軍」と命名した。
結成当初は全員が袴をはき、髪を丸坊主またはスキンヘッドにして、結束の証としていた。越中はインタビューで、バルセロナオリンピックのバレーボールの「日本対アメリカ」の試合をテレビで観戦して、審判のミスで、勝敗が逆さまになって、アメリカチームの勝ちが負けになって、次の試合で全部スキンヘッドになった出来事があった為、越中がスキンヘッドでアピールした。中でも、後藤は髪の毛はおろか眉毛まで剃り落とし、ザ・グレート・カブキは肩までの長髪からスキンヘッドにした上、ペイントを頭部にまで描いていた（後にコスチュームや髪型は各人の自由となる）。また、トレードマークとして「覇」と書かれた旗を誇示し、平成維震軍が勝利を収めた際には、リング上でその旗を振ることもあった。
またこの頃から、採算も自分たちでやりくりする自主興行シリーズを本格的に始める（単発的な自主興行は反選手会同盟時代に2回、新日の若手やWARの選手を借りて実施している）。表向きには新日本本隊に対抗するためだったが、実際は、当時新日本経営陣が所属選手が多くなったことを受け別働隊の組織作りを目指していたため、その一環として企画されたというのが真相とされる。当初は「タイガー・ジェット・シンと越中の抗争」「昭和維新軍対平成維震軍の対抗戦」など、特色を生かした試合が多く行われた。しかしこれらは結果として、旗揚げ戦の越中vsシンをアントニオ猪木がレフェリーとして裁いたうえ、猪木がシンに試合中スリーパーを極めるなど猪木とシンの絡みに注目が集まってしまったり、昭和維新軍との対抗戦では長州力がVIP待遇されたうえ、昔の仲間に囲まれた長州にとって非常に居心地の良い空間になってしまったりと、平成維震軍が主役になったとは言いがたいものがあった。結局、動員が伸び悩み、次第にメインが本隊選手だけで行われるなど「スター選手が数人欠けた新日本興行」のようになってしまい、この試みは1年余りで頓挫する。この時、観戦に来ていた剛竜馬が「おい! 平成維震軍! お前らちょっと違うんじゃないかい?」とリング下でマイクアピールした事が、当時の多くのファンの心情を代弁していたとも言える。
維震軍の自主興行はその後も開催されたが、1995年（平成7年）2月の興行では新メンバーとして勧誘していた凱旋帰国直後の天山広吉を因縁の蝶野に横取りされただけでなく、試合の目玉であった長州に出場をボイコットされると言う二重の屈辱を味わった（この出来事も含め、この日の後楽園ホールでは平成維震軍による昼興行、新日本プロレスによる夜興行の双方において事件が多発した事から、メディアは「2.12 平成の乱」と名づけている）。
1996年（平成8年）には小林と野上彰が、シングルでカベジェラ・コントラ・カベジェラ（敗者丸坊主マッチ）として対決し、敗者の小林が潔く坊主になる姿や、野上自身も飯塚高史とのタッグユニット（JJジャックス）を解散した直後で新日本での自分のポジションを失いかけていたころで、平成維震軍の反骨精神に共闘する姿勢を持ち、軍団に仲間入りする。一方、この時期までに青柳とカブキが後述の理由によってユニット並びに新日本プロレスから離脱した。

### 衰退期 - 復興期、維震天越同盟時代
やがて本隊の抗争相手がUWFインターナショナル、nWo JAPANへとシフトしていくにつれ「反選手会」という存在意義が形骸化し、職人気質なレスラーが多くエース級のレスラーが欠如した事も災いし、軍団抗争から置き去りにされるようになる。さらに、藤波辰爾がタッグトーナメントで越中を、IWGPタッグ王座挑戦で木村をパートナーとして指名するなど、員数合わせの脇役扱いをされる。このような状況を打破すべく1998年（平成10年）に越中が天龍源一郎に平成維震軍との共闘を持ちかけ、合意を得る。その後、天龍・越中の「維震天越同盟」がIWGPタッグ王座を獲得するなど活躍する。

### 再衰退期 - 解散
一時は勢いを取り戻したが再び勢いは弱まり、1999年（平成11年）に解散。越中・木村らは本隊に復帰、小原・後藤は“捨て犬コンビ”としてIWGPタッグ王座に就いた後、TEAM 2000に加入した。同ユニットには「AKIRA」に改名していた野上も創設メンバーに加わっており、野上・小原・後藤と、かつての盟友がTEAM 2000で活動する事になった。
2006年（平成18年）7月27日、6年ぶりとなるWARの大会「WAR FINAL 〜REBORN to FUTURE〜」が後楽園ホールにて行われ、メインイベントで平成維震軍が復活。8人タッグマッチで越中・青柳・齋藤・小原vs天龍・北原・折原・フジイが行われた。セコンドには引退した小林も姿を見せた。
2016年（平成28年）より、武藤敬司を中心に打ち出された興行プロジェクト「プロレスリング・マスターズ」では、第1回のメインイベントのタッグマッチに平成維震軍メンバーが抜擢され、越中、カブキ、AKIRA（野上）、齋藤、セコンドとして青柳が出場した。以降もマスターズ興行では平成維震軍のタッグマッチが頻繁に組まれ続け、2019年（平成31年/令和元年）1月にも越中のデビュー40周年記念興行に平成維震軍が再集結。越中の希望によって真霜拳號が新メンバーとして招かれた。
引退してサラリーマンに転職した小原、関係者も行方が掴めず近況が定かでない後藤の2名を除き、平成維震軍のメンバーは現在もこのような形で交流が続いている。青柳は左目失明、右足粉砕骨折のハンデを抱えて一度引退したが復帰し、2017年に2度目の引退を表明したカブキも時折セコンドとして帯同。品川区議会議員として政治活動を続ける木村はイベントなどに参加する。小林は2006年の復活以降は姿を見せる機会があまり多くないが、後述する書籍出版に著者の1人として加わった。
2020年（令和2年）、越中、小林、木村、カブキ、青柳、齋藤、AKIRAの計7名による共著として、「平成維震軍 『覇』道に生きた男たち」が辰巳出版から発行された。
その後、青柳は2022年（令和4年）7月に65歳で死去し、（消息が明らかになっている）平成維震軍メンバーとしては初の物故者となり、平成維震軍結成の契機を作り、現役時代から長らくがんと闘病を続けていた小林が2024年（令和6年）9月に68歳で死去した。

## メンバー
- 越中詩郎（設立メンバー、リーダー）
- 木村健悟（設立メンバー、サブリーダー、1997年脱退、後に復帰）
- 小林邦昭（設立メンバー）
- 青柳政司（設立メンバー、1994年に新格闘プロレスを設立のため脱退）
- 齋藤彰俊（設立メンバー、1998年退団のため脱退）
- ザ・グレート・カブキ（1992年加入、1995年退団のため脱退）
- 後藤達俊（1993年加入、1997年脱退、後に復帰）
- 小原道由（1993年加入、1997年脱退、後に復帰）
- 野上彰（1996年加入、1998年以降は負傷欠場、そのまま解散を迎える）

## サポートメンバー・準メンバー
- 天龍源一郎（1998年より共闘）
- テリー・ファンク（1995年助っ人参戦）
- 真霜拳號（2019年、越中詩郎記念興行にて参戦）

## エピソード
- ヨシ・タツは新日本入門前は平成維震軍のファンで、下部団体FCW加入時は平成維震軍の赤のコスチュームで活動していた。着用に当たっては小林や後藤、青柳の許可をもらい、さらに実際に当時コスチュームをオーダーした業者を紹介してもらったという。現在着用中のコスチュームの上衣にも「覇」の一文字が入れられている。
- ザ・グレート・カブキも引退後にスポット参戦でリングに上がる際に平成維震軍のコスチュームを着用することがある。
- 平成維震軍のコスチュームである道着は最盛期に赤、黒、紫などを使用していたが、近年の再結成時は黄色、水色など新しいカラーリングも採用している。これらは青柳が試合の度に業者にオーダーメイドで発注している物である[2]。
- 道着と並ぶもう1つのトレードマークである「覇」と書かれた旗は近年紛失した事がある。保管係を担当していたカブキが前述の著書内において、越中の40周年記念興行を最後に無くなった旨を明かし、読者に情報提供を呼びかけていたが、その後家族が大切に保管していた事が判明し、再び使用されている[4]。
- 小林邦昭は、齋藤彰俊や青柳誠司との試合を「異種格闘技戦」と位置付けており、緊迫感あふれるド突き合いを見せた。

## 関連ユニット
- 超平成維震軍 - 2007年に月刊カス野郎プロレスで結成された越中詩郎、"brother"YASSHI、ケンドーコバヤシ（セコンド）によるユニット。
- 名古屋維真軍 - 2013年にプロレスリング・ノアで結成された青柳政司、齋藤彰俊、エル・サムライ、アレクサンダー大塚、ヤス久保田、ヒデ久保田によるユニット。
- 反選手会同盟 - 2019年にプロレスリング・ノアで結成された齋藤彰俊、井上雅央によるユニット。越中詩郎も単発的に共闘。